# داود المرهون
داوود المرهون (1995) شاب سعودي شارك في الاحتجاجات السعودية خلال فترة الربيع العربي عندما كان في سن المراهقة. اعتقل في 22 مايو 2012، وحكم عليه بالإعدام في سبتمبر 2015، ومنذ 23 سبتمبر 2015 وهو ينتظر في السجن موافقة الملك سلمان على هذه العقوبة.

## الحياة المبكرة
ولد داوود المرهون في العوامية بالمملكة العربية السعودية. درس في مدرسة الطرفية الثانوية. توفي والده عندما كان صغيرًا. لديه أم وشقيقة أصغر منه. كان داوود، في سن المراهقة، مرح واجتماعي. كان يحب لعب كرة القدم وألعاب الكمبيوتر. قد تفوق في دراسته، وحلم بمتابعة حبه للتكنولوجيا والحواسيب من خلال دراسة الهندسة في الجامعة.

## أنشطة الربيع العربي
شارك داوود المرهون في احتجاجات المملكة العربية السعودية التي حدثت بين عامي 2011-2013 خلال الربيع العربي. تم القبض عليه تحديدا في شهر مارس 2012، ولقد استجوبته الشرطة السعودية وطلبت منه أن يكون مخبرا وأن يقدم كل التفاصيل عن زملائه من المتظاهرين. بعد أن رفض داوود هذا الأمر، اعتقلته قوات الأمن السعودية في مستشفى الدمام المركزي، حيث كان يعالج بسبب إصابة في عينه بسبب حادث سير. حاصرت القوات السعودية المستشفى وألقت القبض عليه أثناء إعداده للعملية الجراحية.

## القبض عليه
أثناء إلقاء القبض عليه، قال داوود المرهون أنه أجبر على التوقيع على اعتراف، تم الاعتماد عليه فيما بعد لإدانته. طبقًا لما ذكرته منظمة ريبريف، فقد أُعتقل دون أمر.